# Иваники (Львовская область)
Иваники (укр. Іваники) — село в Яворовской городской общине Яворовского района Львовской области Украины.
Население по переписи 2001 года составляло 171 человек. Занимает площадь 0,903 км². Почтовый индекс — 81040. Телефонный код — 3259.